# Tobias Wagner
Tobias Wagner (Viena, 26 de marzo de 1995) es un jugador de balonmano austriaco que juega de pívot en el HC Erlangen. Es internacional con la selección de balonmano de Austria.
Su primer gran campeonato con la selección fue el Campeonato Europeo de Balonmano Masculino de 2018.

## Palmarés

### Fivers Margareten
- Liga de Austria de balonmano (1): 2016
- Copa de Austria de balonmano (3): 2015, 2016, 2021

## Clubes
| Club                     | País     | Año         |
| ------------------------ | -------- | ----------- |
| Fivers Margareten        | Austria  | 2013 - 2016 |
| HBW Balingen-Weilstetten | Alemania | 2016 - 2018 |
| Fivers Margareten        | Austria  | 2018 - 2021 |
| Fenix Toulouse HB        | Francia  | 2021 - 2023 |
| A1 Bregenz               | Austria  | 2023 - 2024 |
| HC Erlangen              | Alemania | 2024 - Act. |